# Carole Goble
 (décembre 2022).
 (novembre 2022).
Carole Anne Goble (née le 10 avril 1961) au Royaume-Uni, elle est une universitaire britannique professeur d'informatique à l'Université de Manchester. Elle est chercheuse principale des projets myGrid, BioCatalogue et myExperiment et codirige le groupe de gestion de l'information avec Norman Paton.

## Biographie

### Éducation
Carole Goble fait ses études à Maidstone School for Girls.  Sa carrière universitaire se déroule au Département d'informatique où elle a obtenu son baccalauréat sciences en informatique et systèmes d'information de 1979 à 1982[réf. nécessaire]. 

### Recherches et carrière
Ses intérêts de recherche actuels incluent l'informatique en grille, la grille sémantique, le Web sémantique, les ontologies, l'e-Science, l'informatique médicale, la bioinformatique et la Research Objects.
Carole Goble a rejoint l'Université de Manchester en 1985 et a été nommée à une chaire en 2000. Elle est membre du comité de rédaction de IEEE Internet Computing, GigaScience et de l'International Journal of Web Service Research, et a été rédactrice en chef du Journal of Web Semantics d'Elsevier de 2003 à 2008. 
Carole Goble siège à plusieurs comités, dont les comités consultatifs du comité consultatif des sciences physiques et des sciences de la vie du Conseil des installations scientifiques et technologiques ; le Centre néerlandais de bioinformatique et le comité European Grid Infrastructure.
Elle a été nommée au Conseil de recherche en biotechnologie et en sciences biologiques le 13 juin 2013. 
Elle a siégé au comité des opportunités techniques du Conseil de recherche en génie et en sciences physiques ; l'Association des sciences du Web sémantique ; le Content Strategy Advisory Board de la British Library et le Research Councils UK e-Science Steering Committee. Elle a cofondé Cerebra,  une des premières entreprises dérivées pour exploiter les technologies du Web sémantique qui a été vendue.

## Prix et distinctions
Goble a reçu le premier Jim Gray e-Science Award en décembre 2008. Tony Hey (en), vice-président de Microsoft External Research qui a parrainé le prix, a déclaré que Goble avait été choisie pour le prix en raison de son travail pour aider les scientifiques à faire de grandes quantités de données.
Son travail a remporté le prix du meilleur article lors de la 3e conférence internationale sur les sciences électroniques et l'informatique en grille (2007) et la 11e conférence internationale sur l' hypertexte . En 2002, elle a été honorée par Sun Microsystems pour ses réalisations importantes dans l'avancement de l'informatique des sciences de la vie.
Goble a été nommé Commandeur de l'Ordre de l'Empire britannique lors des honneurs du Nouvel An 2014 pour ses services à la science. 
Elle a été élue membre de la Royal Academy of Engineering en 2010.  En janvier 2018, Goble a reçu le diplôme de Doctorem (Honoris Causa) de l'Université de Maastricht .